# Грыфице (гмина)
Грыфице (пол. Gryfice) — гмина (волость) в Польше, входит как административная единица в Грыфицкий повет, Западно-Поморское воеводство. Население — 24 034 человека (на 2013 год).